# Тарасенко, Вадим Владимирович
Вади́м Влади́мирович Тарасе́нко (род. 12 мая 1994, село Суходол, Шкотовский район, Приморский край) — российский спидвейный гонщик. Пятикратный чемпион России в командном зачёте, чемпион Европы среди юниоров в командном зачёте, обладатель Кубка европейских чемпионов. Бронзовый призёр Кубка мира в составе сборной России.

## Карьера
Является племянником по матери спидвейных гонщиков Артёма и Григория Лагут, чемпионов России по спидвею. По примеру Григория стал заниматься мотоспортом: сначала мотокроссом, позже спидвеем. 
С 2009 года выступает в составе команды «Восток» из Владивостока, в составе которого становился чемпионом России в 2010 и 2015 гг., а в 2011 г. стал обладателем Кубка европейских чемпионов. Неоднократно побеждал на юниорских первенствах России в личном и командном зачёте.  В 2011 году стал чемпионом Европы в составе сборной России среди юниоров, в 2010 и 2011 гг. становился финалистом Личного чемпионата мира среди юниоров. В 2015 г. вызван в состав сборной России для участия в Кубке мира по спидвею. В 2017 году снова стал членом сборной России и завоевал с командой бронзу Кубка мира.
В 2021 г. перешёл в тольяттинскую "Мега-Ладу".
С 2010 г. выступает в розыгрыше Первой польской лиги – первоначально в составе «Локомотива» (Даугавпилс), затем в «Старте» (Гнезно) и "Полонии" из Пилы.
В 2018 году вернулся в латвийский «Локомотив».

### Среднезаездный результат
| Лига          | 2009         | 2010            | 2011            | 2012            | 2013            | 2014             | 2015         | 2016               | 2017               | 2018            | 2019            | 2020            | 2021                 |
| ------------- | ------------ | --------------- | --------------- | --------------- | --------------- | ---------------- | ------------ | ------------------ | ------------------ | --------------- | --------------- | --------------- | -------------------- |
| Флаг России   | 0,792 Восток | 2,000 Восток    | 1,725 Восток    | 2,116 Восток    | 2,091 Восток    | 2,125 Восток     | 2,024 Восток | 1,976 Восток       | 1,756 Восток       | 2,042 Восток    | -               | -               | 2,645 Мега-Лада      |
| (I)           | -            | 1,935 Локомотив | 1,327 Локомотив | 1,182 Локомотив | 1,361 Локомотив | 1,737 Гнезно     | 0,000 Гнезно | 1,814 Полония Пила | 1,814 Полония Пила | 1,768 Локомотив | 1,431 Локомотив | 2,146 Локомотив | 2,219 Полония Быдгощ |
| (II)          | -            | -               | -               | -               | -               | -                | -            | -                  | -                  | -               | -               | 2,652 Кросно    | -                    |
| Флаг Германии | -            | -               | -               | -               | 2,333 Нордштерн | -                | -            | -                  | -                  | -               | -               | -               | -                    |
| Флаг Дании    | -            | -               | -               | -               | -               | 1,615 Хольстебро | -            | 1,619 Хольстебро   | -                  | 1,000 Слангеруп | -               | -               | -                    |
| (E)           | -            | -               | -               | -               | -               | -                | -            | -                  | -                  | -               | 1,000 Масарна   | 2,600 Масарна   | 1,927 Вастервик      |

## Достижения
| - Чемпионат России по спидвею среди юниоров до 19 лет: в личном зачёте — 1 место (2012, 2013), 2 место (2010), 3 место (2009) - Чемпионат России по спидвею среди юниоров до 21 года: в личном зачёте — 1 место (2013, 2015), 2 место (2010, 2011) в командном зачёте — 3 место (2009, 2011, 2012, 2013), 1 место (2010, 2014, 2015) - Чемпионат России по спидвею в командном зачёте — 1 место (2010, 2015, 2016, 2018, 2021), 2 место (2009, 2011, 2013, 2014), 3 место (2012, 2017) в парном зачёте — 2 место (2011), 3 место (2015, 2016) | - Открытый чемпионат Приморского края по спидвею на льду – 1 место (2011, Арсеньев) - Кубок Владивостока – 2 место (2011) - Мемориал Леошкина – 2 место (2014, Балаково) - Золотой Знак – 1 место (2016, Кршко) - Master of Speedway – 2 место (2017, Моорвинкельсдам) |  |

#### Мировая серия Гран-При
| Сезон | Номер | 1    | 2    | 3    | 4    | 5    | 6    | 7   | 8     | 9   | 10   | 11   | Место | Очки |
| ----- | ----- | ---- | ---- | ---- | ---- | ---- | ---- | --- | ----- | --- | ---- | ---- | ----- | ---- |
| 2021  | 16    | CZE1 | CZE2 | POL1 | POL2 | POL3 | POL4 | SWE | RUS 4 | DEN | POL5 | POL6 | 22    | 4    |